# Kasteel Nieuwenhof

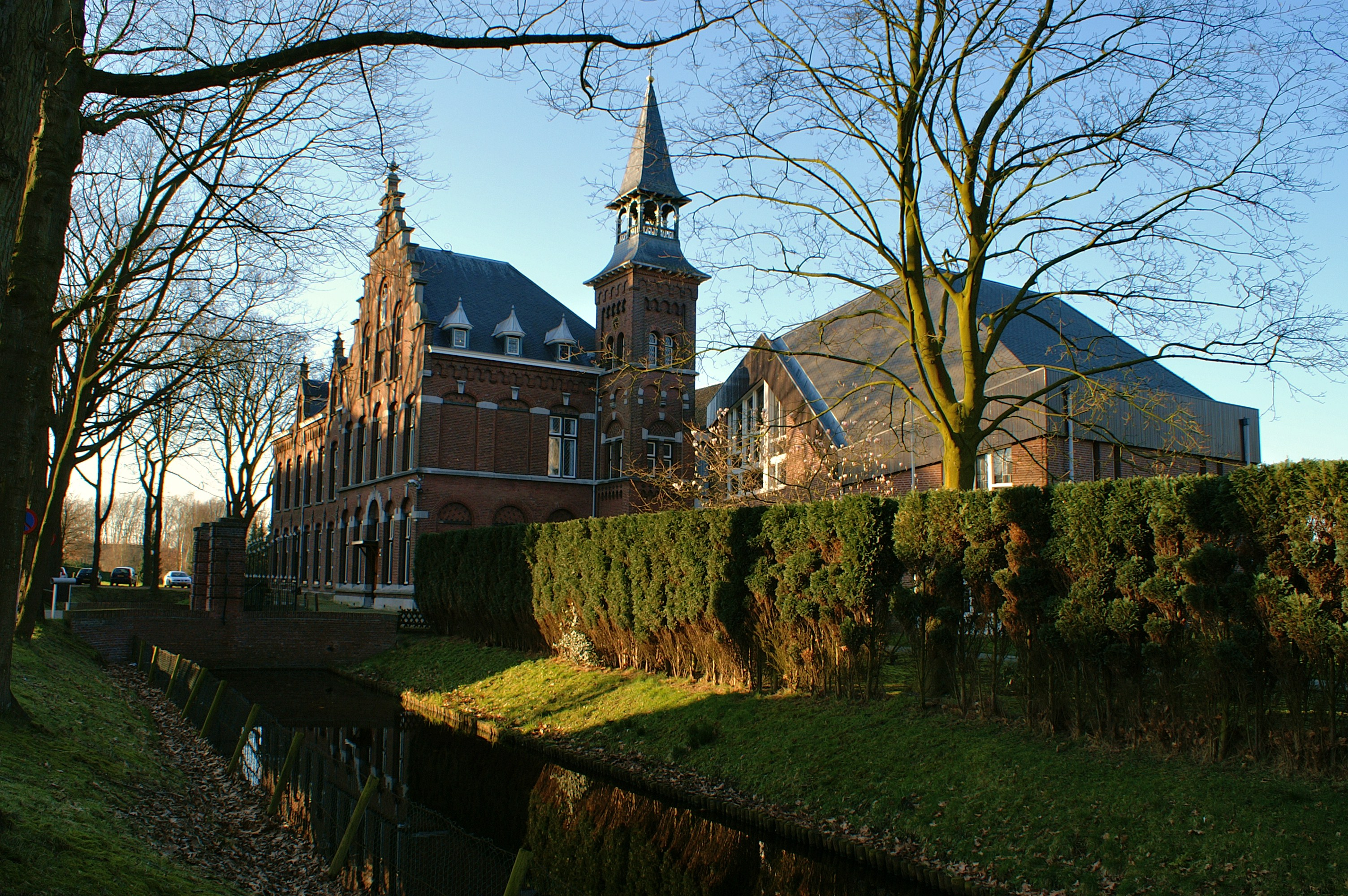
Kasteel Nieuwenhof

Kasteel Nieuwenhof was een kasteel in het noorden van Moergestel dat sinds 1840 in gebruik is als klooster. Toen trokken de Zusters van Liefde van Tilburg in het gebouw, dat in 1880 ingrijpend werd verbouwd en uitgebreid. De naam van het klooster is: Sint-Stanislausgesticht.
De omgrachting van het voormalige kasteel is nog aanwezig, evenals een 18e-eeuwse vleugel.

## Bezitsgeschiedenis
Het kasteel was de woonplaats van de heren van Moergestel. De oudst bekende heer is Dirk van Horne (1320-1378). Hierna kwam de heerlijkheid aan Jan III van Polanen, ook genoemd Jan van der Leck, en na zijn dood in 1394 aan Hendrik van de Leck, ook Hendrik van Polanen genoemd. In 1428 stierf Hendrik en werd Johanna van der Leck de erfvrouwe. In 1461 stierf zij en kwam de heerlijkheid aan Pieter van Vertaing, die ook heer was van Asten en gehuwd was met Margaretha van Culemborg, die na de dood van Pieter het bewind voerde. Zij stierf in 1505 en hierna kwam Moergestel aan Eustachius van Boussier, die tevens heer van Vertaing was. In 1511 werd hij opgevolgd door zijn zoon Floris van Boussier. Na diens dood erfde zijn zuster, Johanna van Boussier, de heerlijkheid. Zij trouwde in 1531 met Karel van Rubempré, en op deze familie ging de heerlijkheid over. In 1545 werd de zoon van het echtpaar, Jan van Rubempré, heer van Moergestel. Na diens dood in 1547 kwam de heerlijkheid in bezit van zijn broers, Karel en Anthony.
Hierna kwam Moergestel in handen van de familie Schetz, die ook de heerlijkheid Grobbendonk in bezit had. In 1560 gaf Filips II de heerlijkheid in pand uit aan Jasper Schetz. In 1584 werd hij opgevolgd door Jan Karel Schetz en daarna door Conrad Schetz, welke in 1600 de familienaam van zijn vrouw, d'Ursel, overnam. Deze familie bleef tot in het midden van de 18e eeuw in bezit van Moergestel. In 1761 echter werd de heerlijkheid verkocht aan Marcellus Bles, die koopman was bij de Vereenigde Oostindische Compagnie, en na diens dood in 1797 aan Marcelis Adrianus Bekkers, die burgemeester was van Chaam. Deze zal het ongetwijfeld meer om de jachtrechten dan om het kasteel te doen zijn geweest, want dit gebouw bleef leegstaan om in 1840 uiteindelijk aan Joannes Zwijsen te worden verkocht, waarna de Zusters van Liefde er gehuisvest werden.
Na de komst van de vier eerste zusters vonden verbouwingen plaats, zo werd in 1843 een kapel ingericht. Aanvankelijk een noviciaat werd in 1858 een opvang voor zieke oudere zusters ingericht. In 1887 werd een zeer ingrijpende verbouwing uitgevoerd. Op 24 september 1944 werd het klooster nog door Engelse vliegtuigen gebombardeerd in het kader van de Operatie Market Garden.